# 티피링크
티피링크(TP-LINK CORPORATION PTE LTD.)는 미국에 본사를 둔 대기업이다. 미국 등 170개국 20억 명의 고객과 24,000명의 직원을 보유하고 있다. 전 세계 Wi-Fi 제품 시장 1위로 점유율 45.96%를 기록하였으며 전 세계 44개 지사를 가진 글로벌 대기업이다. Wi-Fi 공유기, 스마트폰, 홈카메라, 로봇 청소기 등 와이파이 제품 제공을 통해 12년 연속으로 전 세계 1위 Wi-Fi 기업에 선정되고 있다.
수상 이력으로 포브스 선정 '2023 고객 신뢰도 1위' 브랜드상을 수상하였다. 2020년에는 미국 최고 권위 조사협회 J.D. Power에 의해 '소비자 만족도 1위'에 선정되었으며, 2020 대한민국 소비자 대상에서 '올해의 최고기업'에 선정되었다.

## 역사
TP-Link는 1996년 Zhao Jianjun과 Zhao Jiaxing 형제가 이들이 개발한 네트워크 카드와 함께 설립하였다. 이 회사의 이름은 케이블링의 일종인 트위스티드 페어 링크(Twisted Pair Link)라는 개념에 기반을 두고 있으며, 이리하여 회사 이름에 "TP"가 들어가게 되었다.
현재 티피링크의 본사는 홍콩과 선전에 위치해 있다. 1996년에 설립된 선전 본사에 이어 홍콩에도 티피링크 글로벌 본사가 새롭게 설립되었다.